# Понтус Дабо
Понтус Брор Гаррі Дабо (швед. Pontus Bror Harry Dahbo, нар. 11 жовтня 2005, Гетеборг, Швеція) — шведський футболіст, півзахисник клубу «Геккен».

## Ігрова кар'єра

### Клубна
Понтус Дабо починав грати в академії клубу «Геккен». З 2021 року футболіст виступав у складі молодіжної команди клубу.
Після чемпіонського сезону «Геккена» у 2022 році тренери почали залучати до основи молодого півзахисника Дабо. Вже у листопаді того року футболіст підписав з клубом перший професійний контракт, розрахований на  три роки. І першу гру на професійному рівні Понтус провів 18 лютого 2023 року у рамках Кубка Швеції. В чемпіонаті країни Дабо дебютував 2 квітня в першому турі національного чемпіонату проти «Ельфсборга».
Також у сезоні 2023/24 Дабо виступав за клуб у матчах кваліфікаційного раунду Ліги чемпіонів та на груповому етапі Ліги Європи.

### Збірна
З 2021 року Понтус Дабо є гравцем юнацьких збірних Швеції.

## Титули і досягнення
- Володар Кубка Швеції (2):

«Геккен»: 2022-23, 2024-25